# Paracles gigantea
Paracles gigantea är en fjärilsart som beskrevs av Jones 1908. Paracles gigantea ingår i släktet Paracles och familjen björnspinnare. Inga underarter finns listade i Catalogue of Life.